# Melānijas hronika
Melānijas hronika (i Finland: Melanijas väg och Krönikan om Melanija) är en lettisk biografisk dramafilm från 2016 i regi av Viesturs Kairišs. Den handlar om Melānija och hennes son som 1941 förflyttas från Lettland till ett slavläger i Sibirien, där hon lever de följande 16 år och behåller sin livsgnista genom att skriva brev till sin man, vars öde hon inte vet någonting om. Förlaga är den verkliga Melānija Vanagas liv. Filmen vann priset för bästa foto vid Pimedate Ööde Filmifestival i Tallinn 2016.

## Medverkande
- Sabine Timoteo som Melānija
- Edvīns Mekšs som Andrejs
- Ivars Krasts som Aleksandrs
- Guna Zariņa som Katrīna
- Maija Doveika som Vilma
- Viktors Nemecs som Ampalov
- Erwin Leder som Jakob
- Evija Rudzīte som Biruta
- Baiba Broka som Anna
- Kirils Zaicevs som officer från Folkkommissariatet för inrikes ärenden
- Astrīda Kairiša som Melānijas mor
- Lilita Ozoliņa som deporterad kvinna
- Ģirts Krūmiņš som Katrīnas man Kārlis
- Evija Martinsone som operasångerska